# 스몰렌스크 전쟁

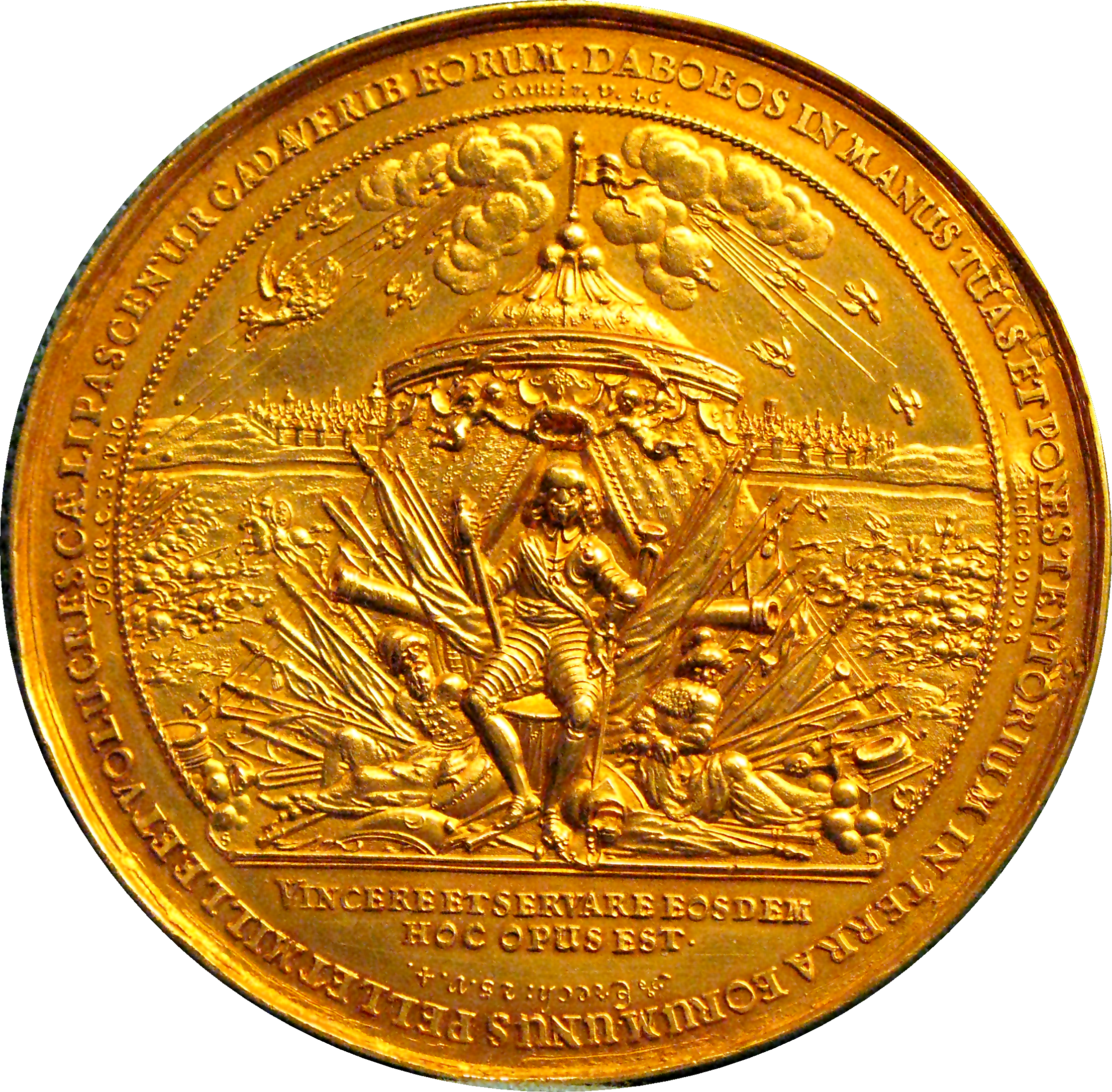
1634년 스몰렌스크에서 러시아에게 승리를 거둔 브와디스와프 4세를 기념한 메달

스몰렌스크 전쟁(1632년 – 1634년)은 폴란드-리투아니아 연방과 러시아 차르국 사이에서 벌어진 전쟁이다.
교전은 1632년 10월 차르의 군대가 예전 러시아 영지였던 스몰렌스크(Smolensk)를 다시 점령하려고 한 것이 원인이었다. 소규모 군사충돌로 인해 양국은 혼전상태에 빠졌으나 1634년 2월 폴랴놉카 조약(Treaty of Polyanovka)의 체결에 따라 러시아군의 주요부대는 항복했다. 러시아는 약 20년간 폴란드-리투아니아에 의한 스몰렌스크 지배를 인정할 수밖에는 없게 되었다.

## 배경
1632년 폴란드-리투아니아 연방의 국왕 지그문트 3세 바사(Sigismund III Vasa)가 죽었다. 슐라흐타(연방의 귀족)는 곧 지그문트의 장남 브와디스와프 4세 바사(Władysław IV Vasa)를 새로운 국왕으로 선출했으나, 주변국들은 연방의 약체화의 정도를 알기 위해서도 선거가 장기화되는 것을 기대했다. 스웨덴 왕 구스타브 2세 아돌프(Gustav II Adolph)는 루스 차르국과 오스만 제국에 사절을 파견해 연방을 가상적국으로 하는 군사동맹의 결성을 타진했다.
연방은 전쟁의 준비가 이루어지지 않았다. 1631년 국왕 상비군은 3,000명 정도였다. 스몰렌스크 수비대는 500명의 정예로 구성되어 있었고, 국경 수비병력은 대부분 직업군인이거나 용병도 아닌 100~200명 정도의 지역 자원병들이었다. 러시아가 전쟁 준비를 하고 있다는 것을 눈치챈 세임(Sejm;연방 의회)은 1632년 봄 4,500명의 병사를 고용하였다. 1632년 여름까지 스몰렌스크 지역의 보이보드(voivode;podwojewoda)였던 사무엘 드루츠키-소콜린스키(Samuel Drucki-Sokoliński)는 총동원령으로 500명의 지역 지원병(pospolite ruszenine) 및 2,500명의 상비군(regulars)과 코사크(Cossacks)를 모으는데 성공했다. 5월 세나트(Senate;연방 원로원)는 군대규모의 확대를 승인했으나, 리투아니아 대헤트만(Hetman;군사령관) 레프 사피에하(Lew Sapieha)는 군대는 현재 규모로도 충분하며, 전쟁은 일어나지 않을 것라고 발언했다. 그러나 리투아니아 야전헤트만 크시슈토프 라지비우(Krzysztof Radziwiłł)는 병사를 2,000명으로 증가시켰다.
러시아는 대동란 시대(Time of Troubles)의 황폐함을 어느 정도 회복하였고, 선거왕이 사망해 연방이 일시적으로 약체화되었다고 생각해 오스만 제국 및 스웨덴의 동향을 살피지 않고 단독 출병했다. 러시아는 1618년 러시아-폴란드 전쟁의 휴전조약이었던 데울리노 조약(Truce of Deulino)에 의해 연방에게 할양한 스몰렌스크의 지배권을 회복하는 것이었다. 스몰렌스크는 폴란드-리투아니아의 영토였으나, 양국은 이 지역을 놓고 15세기부터 17세기까지 크고 작은 교전을 벌였다. 이 전쟁의 주창자는 차르의 친부 필라레트 총주교(Patriarch Filaret)였고, 총주교는 궁정 내의 반 폴란드 파벌의 지도자였다. 젬스키 소보르(Zemsky Sobor's;러시아 의회)에서 고토 회복을 외치며 분위기를 고무시키고, 러시아군을 서쪽으로 진군시켰다.

## 교전
러시아군은 1632년 10월 초순 리투아니아 국경을 돌파했다. 사령관으로는 1609년-1611년의 스몰렌스크 공성전 당시 도시를 방어한 미하일 보리소비치 셰인(Mikhail Borisovich Shein)이 임명되었다. 역사적 도시 도로고부시(Dorogobuzh)를 점령한 뒤 10월 28일 스몰렌스크를 포위했다.
러시아군의 규모는 25,000-30,000명 혹은 34,500명 정도로 어림 잡았고, 160문의 대포를 갖고 왔었다. 이전에 비하면 러시아군은 매우 근대화되었다. 머스킷 총(musket)을 장비한 전통적인 보병대(스트렐치(streltsy)에 만족하지 않고 장비를 최신식으로 바꾸었다. 서유럽 모델의 상비군, 드라군(dragoons), 라이터(reiters) 등으로 편성한 군대를 이끄는 외국인 지휘관에게 기대했다. 셰인의 군대에는 총합 14,000~17,000명의 병사로 구성된 8개 연대가 포함되어 있었다.

### 스몰렌스크 포위
한편 폴란드-리투아니아 연방의 군대는 스몰렌스크 보이보드 알렉산데르 코르빈 고시에프스키(Aleksander Korwin Gosiewski) 가 이끄는 스몰렌스크 수비대(약 1,600명, 대포 170문)가 있었고, 총동원령으로 소집된 지역 귀족으로 이루어진 지역 지원병인 약 1,500명의 정예병에 의해 원호 받았다. 도시의 요새는 이탈리아식의 보루(bastions)로 개량한 지 얼마 되지 않았다.
셰인은 요새 주위에 성벽으로 둘러싼 전선(lines of circumvallation)을 건설했다. 터널과 갱도를 이용해 러시아군은 도시벽의 한쪽 면과 1개의 탑을 파괴했다. 대부분이 서유럽제 이었던 러시아의 대형 대포는 1632년 12월 스몰렌스크에 도착했고 더 무거운 대포는 다음해 3월에 도착했다. 사전 포격 이후, 셰인은 직접공격을 명령했으나 격퇴되었다. 그런데, 포위는 계속해 스몰렌스크 요새는 파괴가 진행되어 수비대측은 대량의 사상자와 보급물자의 부족에 괴로워했다. 1633년 6월까지 일부의 병사는 탈주를 시도했고, 남은 병사들도 항복을 말하게 되었다.
그러나 보이보드 대리인 사무엘 드루츠키 소콜린스키의 지휘하에 있는 마을은 1633년까지 대체로 유지하고 있었고, 한편 연방에서는 새로운 왕 브와디스와프 4세 바사(Władysław IV)가 구원을 위해 군대를 조직했다. 세임은 1632년 10월 30일 러시아군의 침입 소식을 듣고, 11월에는 구출 전망에 대해 의론을 시작했다. 결론이 나온 것은 1633년 봄까지 늦어졌으나, 세임은 공식적으로 선전 포고와 군대를 편성하기 위해 필요한 전비의 거출(65만 즈보티(zlotys)로써 이것은 브와디스와프 4세 치세에서 가장 많은 전비였다)을 허가했다. 편성된 원군은 약 21,500명의 대군으로 윙드 후사르(Winged Hussars) 24개 호롱기에프(chorągiews) ~3,200기), 코사크 기병이라고 부르는 경기병 27개 호롱기에프(3,600기, 코사크에서 구성된 것인지는 알 수 없다), 라이터 10개 대대(squadrons)(~1,700기), 7개 리투아니아 페티호르(petyhor) 연대(~780기), 드라군 7개 거대 대대(~2,250기)와 보병 ~20개 대대(~12,000명)으로 구성되었다. 10,000명이 넘는 보병대는 이때까지 연방에서는 볼 수 없었던 서구식으로 조직된 신형군대였다.
한편 리투아니아 야전헤트만이자 빌뉴스 보이보드(Voivode of Vilnius)인 크시슈토프 라지비우와 스몰렌스크 보이보드인 고시에프스키는 오르샤(Orsha)에서 바유프(Bajów), 크라스네(Krasne)로 이동해 스몰렌스크에서 30 킬로미터 (18.6 마일) 떨어진 지점에서 야영지를 세웠다. 그들은 1633년 2월까지 2,000명의 보병을 포함해 4,500명의 병사를 모았고, 러시아군의 포위전술과 그들의 병참(logistics)에 대항해 배후에서 급습하려고 했다. 헤트만 라지비우는 러시아군의 전열을 여러 번 돌파해 병사 1,000명과 보급물자를 들여보내어 요새를 강화하고, 요새내의 사기회복에 성공했다.
1633년 여름 국왕 자신이 직접 이끄는 약 25,000명의 구원군(역사가 파베우 야시에니차(Paweł Jasienica)에 의하면 20,000명)은 스몰렌스크 교외에 도달했고, 8월 17일에는 오르샤에 도착했다. 14,000명의 구원군 주력부대는 9월 초순 스몰렌스크로 진군을 시작했다. 한편 보충된 러시아군은 총세 25,000명 정도였다. 10,000-20,000명을 헤아리는 티모시 오렌다렌코(Tymosz (Timofiy) Orendarenko)가 이끄는 코사크 원군은 9월 17일 도착해 연방군은 수적으로 우세한 위치에 있게 되었다. 오렌다렌코와 마르친 카자노프스키가 이끄는 코사크군은 러시아군의 전열을 돌파해 라지비우와 고시에프스키 휘하의 연방군과 유사한 포위를 무너뜨리기 위한 공격에 가세했다.

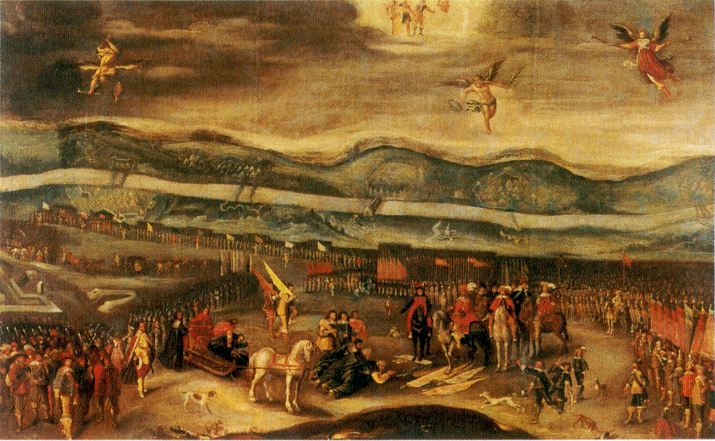
스몰렌스크에서 항복하는 미하일 셰인. 작가 미상.

브와디스와프 4세의 동생 얀 2세 카지미에시(John II Casimir)는 구원군 1개 연대를 지휘했고, 또다른 유명한 지휘관으로는 왕관령 야전헤트만 마르친 카자노프스키도 있었다. 연방군의 근대화는 국왕 브와디스와프 4세의 전폭적인 지원을 받았고, 국왕은 서유럽의 아이디어를 많이 도입해 포술과 축성술의 기반을 닦았다. 국왕은 아쿼버스를 머스킷으로 바꾸고, 연방의 대포(3 혹은 6 파운드 연대포)을 표준화해 양쪽에 커다란 효과를 주었다.
윙드 후사르를 포함한 연방의 기병은 러시아군을 몰아넣어 참호에서 나오지 못하게 만들었다. 격렬한 전투 중에 연방군은 점점 러시아군의 진지를 황폐화시켜 포위는 9월 하순 최종단계를 맞이했다. 9월 28일 연방군은 러시아군의 주요 보급물자 관리지점을 빼앗았고, 10월 4일까지 포위를 무너뜨렸다.
셰인의 군대는 주요 야영지로 철수했으나 야영지는 10월 중순 연방군에 의해 포위되었다. 러시아군은 원군의 도착을 기다렸으나 누구도 그들을 도우러 오지 않았고, 연방군과 코사크군의 기병이 러시아군을 후방에서 공격해 완패시키기 위해 돌입하였다. 일부의 역사가는 러시아군 내에 대립이 생겼기 때문에 유효한 응전을 전개하지 못했다고 지적했었다(야시에니차는 러시아의 군사령관 과 용병대장 파커(Parker)의 대립이 있었다) ). 거기에 러시아에서는 이 시기 크림 타타르가 남부 국경지역에 공격해 들어와 그 지역에서 온 많은 병사와 보야르(boyar)가 고향을 방어하기 위해 러시아군의 캠프에서 탈주했다. 또한 일부 용병도 탈주해 연방군에 가담했다.
셰인은 1634년 1월 항복을 위한 교섭을 시작했고, 2월에 교섭은 완료되었다. 2월 25일 러시아측은 항복문서에 사인하고, 3월 1일 캠프를 철수했다(일부의 연구자는 셰인의 문서조인의 날을 3월 1일로 보았다). 항복문서에 의하면 러시아군은 대포의 대부분을 남기고 철수하기로 약정하였으나, 국왕 브와디스와프 4세의 전승식전에 사용한 군기를 갖고 돌아갈 것을 허락받았다. 또한 그들은 금후 3개월 동안 연방군과 교전하지 않는 것도 약속하였다. 문서조인의 시점에서 셰인의 군대는 약 12,000명이었으나 그중 4,000명(대부분이 외국인이었다)이 배반해 연방을 따랐다.

### 기타 전투
스몰렌스크 지역의 기타 몇 개의 도시와 요새도 소규모 전투의 무대가 되었다. 러시아군은 우세한 위치에 있었던 1632년 몇 개의 중요한 지점을 점령하지만 주력군과 대포가 스몰렌스크 도착이 늦어지게 되어, 결과적으로 그들은 포위와 그 후 전투를 이겨낼 수 있는 필요한 여력을 잃어버리게 된 것으로 생각된다. 1633년 7월 러시아군은 폴라츠크(Polatsk), 비에리슈(Wieliź), 우시뱌트(Uświat), 오제지슈체(Ozierzyszcze)의 마을을 점거했다. 폴라츠크는 특히 도시와 요새의 일부를 약탈해 러시아군에게 있어 격렬한 전투의 무대가 되었다. 그러나 비쳅스크(Vitebsk)와 무시치스라우(Mstsislaw)에서 연방군의 공격에는 시종 격퇴당하는 일만 생겼다. 폴란드 군은 푸티블(Putivl)를 포위했으나 동맹자였던 코사크의 이탈로 인해 실패로 끝났다.
1633년 가을 연방군은 전년 러시아군이 물자보급 지점으로 활용하던 도로고부시를 탈환했다. 이 사건은 이 도시에서 셰인의 군대에 보급을 하던 러시아측의 계획을 좌절시켰고, 처음 러시아는 1634년 1월까지 보급계획 속행을 위해 필요한 정예병 5,000명을 모으는 일에는 성공하지 못했다. 또한 같은 해 가을 왕관령 대헤트만(Grand Crown Hetman) 스타니스와프 코니에츠폴스키(Stanisław Koniecpolski)가 연방국의 남부국경에서 오스만 제국의 침략군을 격파하고, 러시아의 도시 세프스크(Sevsk)를 포위했다. 비록 코니에츠폴스키는 요새를 함락시키지 못했으나, 이 지역의 러시아군이 북쪽의 스몰렌스크에 합류하는 것을 방해했다.
스몰렌스크를 해방한 연방군은 벨리(Bely;Biała)로 향하고, 3월 하순에 이 도시의 교외에 도착했다. 비록 벨리 점령의 시도는 실패로 끝났으나, 연방군은 뱌지마(Vyazma)을 탈환하는 데는 성공했다.

## 폴랴놉카 조약
1634년 봄까지 러시아는 셰인의 이끄는 군대가 패배했을 뿐만 아니라 타타르에게 남부국경까지 공격당하게 되었다. 전쟁을 고집한 필라레트 총주교가 전년에 사망하면서 전쟁에 대한 열의는 희박해졌다. 1633년 연말에는 차르 미하일 1세는 분쟁을 어떻게든 끝내려는 생각에 이르렀다. 브와디스와프 4세는 예전 러시아의 차르로 선출된 적이 있어 현재도 차르 지위에 대한 요구를 계속 하고 있기 때문에 전쟁지속을 희망했다. 한편으론 폴란드-스웨덴 간 체결된 알트마르크 조약(Treaty of Altmark)의 효과가 소멸될 시기에 있기에 러시아와 동맹해 스웨덴으로 공격해 들어갈 생각도 했었다. 그러나 최고권력기관인 세임은 더 이상의 분쟁을 바라지 않았다. 프워츠크의 주교(Bishop of Płock) 스타니스와프 우비엔스키(Stanisław Łubieński,)는 셰인의 항복 2주일 후에 기록한 글에서 "우리들이 바라는 것은 이때까지의 국경을 유지하는 것과 건강과 복리를 보장하는 것이다. 양국은 전쟁의 지속을 바라지 않았기 때문에 교섭을 시작했고, 휴전협정이 아닌 "영구적인 평화"(eternal peace)을 맺을것을 생각했다."
1634년 4월 30일 회의가 열려 5월에 폴랴놉카 조약(Treaty of Polyanovka)이 조인되었다. 조약의 내용은 영토의 현상유지를 확정하고 러시아가 전쟁배상금(2만 황금 루블)을 지불하는 대신 브와디스와프는 차르 칭호를 포기하고 러시아의 레갈리아(왕권의 상징)를 모스크바에 반환했다. 역사가 야시에니차의 기록에서 러시아의 견해로는 국경지대에 대한 요구를 철회하는 것보다 브와디스와프의 차르 지위에 대한 권리포기가 훨씬 중요한 문제였다고 생각하였다. 미하일의 정통성이 완전히 인정되어 국내의 안정에 커다란 기여가 될 수 있었다. 군사적으로는 패배했으나 러시아는 외교상의 승리를 얻었다. 기타 작가들도 이 의견을 뒷받침해주었다.

## 결과

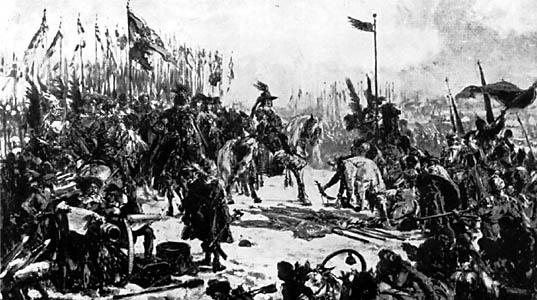
스몰렌스크 요새의 해방 후 스몰렌스크 근처에 서서 말등에 오른 국왕 브와디스와프 4세. 얀 마테이코 그림, 제2차 세계대전 때 소실.

양국은 어느 쪽도 서구를 모델로 한 전술, 편제, 장비를 도입했으나, 혁신도는 러시아보다 폴란드-리투아니아 측이 한발 더 앞섰다. 그러나 러시아의 주요 패인은 스몰렌스크에 대포를 반입하는 것이 늦어진 것과 폴란드의 기병대에 의한 물자보급 루트가 차단되고 만 것이 문제였다. 그런데도 속죄양이 필요하게 되었다. 미하일 셰인은 부사령관 아르테미 이즈마일로프(Artemy Izmaylov)와 그의 아들 바실리와 함께 반역죄로 고발당해 1634년 4월 28일 모스크바에서 처형되었다.
전후, 브와디스와프는 러시아 국경 부근의 마을 세르페이스크(Serpeysk)를 양도하고 차르에게 반 스웨덴 군사동맹에 가담해 달라고 요청했다. 그러나 슈툼스카 비에시 조약(Treaty of Sztumska Wieś) 체결 후, 세임은 스웨덴과의 교전을 싫어했고, 국왕의 전쟁계획에 반대해 이것을 폐기하는데 온 힘을 다했다. 이 동맹에 아무 이익도 얻지 못한 러시아는 동맹 체결에 소극적이었고, 폴란드에게 동맹을 제안하는 일도 없었다.
1634년 연방은 투르크군에게 남부에서 최종적인 승리를 거두고, 폴란드-오스만 전쟁을 종료시켰다. 이 전승은 폴랴놉카 조약과 더불어 17세기 초엽부터 지속되었던 주변 제국과의 전쟁에 종지부를 찍게 되었다.

## 같이 보기
- 30년 전쟁 (1618년-1648년)

## 참조
1. 1 2 3 4 5 6 7 8 9 10 11 12 13 14 15 16 17  Gierowski, Józef Andrzej (1979). 《Historia Polski, 1505–1764》. Państwowe Wydawnictwo Naukowe. 235–236쪽. ISBN 8301001720.
2. 1 2  Nagielski, Mirosław (2006). 《Diariusz kampanii smoleńskiej Władysława IV 1633–1634》. DiG. 7쪽. ISBN 8371814100.
3. 1 2 3  Nagielski, p. 8–9.
4. 1 2 3 4 5 6 7 8  Rickard, J. (2007년 7월 26일). “Smolensk War, 1632–1634”. 2007년 8월 2일에 확인함.
5. 1 2 3  Hellie, Richard (1999). 《The Economy and Material Culture of Russia, 1600–1725》. Chicago: University of Chicago Press. 4쪽. ISBN 0226326497.
6. 1 2  Davies, Norman (1994). 《God's Playground》 Polish판. Znak. 602쪽. ISBN 8370063314.
7. 1 2 3 4 5 6 7 8 9 10 11 12 13 14 15  Jasienica, Paweł (1982). 《Rzeczpospolita Obojga Narodów: Srebny Wiek》. Państwowy Instytut Wydawniczy. 370–372쪽. ISBN 9306007883 |isbn= 값 확인 필요: checksum (도움말).
8. 1 2 3 4 5 6 7 8 9  Władysław IV Waza 1595–1658. Władcy Polski Nr 23. Rzeczpospolita and Mówią Wieki. Various authors and editors. 24 July 2007.
9. 1 2 3 4 5 6 7 8 9 10  Black, Jeremy (2002). 《European Warfare, 1494–1660》. London: Routledge. 137쪽. ISBN 0415275318.
10. 1 2 3  Nagielski, p. 12–13.
11. ↑  Nagielski, p. 18.
12. 1 2  Nagielski, p. 11–12.
13. ↑  Albrecht Stanisław Radziwiłł, Pamiętnik o dziejach w Polsce, t. I, PIW, 1980.
14. ↑  Bonney, Richard (1999). 《The Rise of the Fiscal State in Europe, C. 1200–1815》. London: Oxford University Press. 471쪽. ISBN 0198204027.
15. ↑  Nagielski, p. 20.
16. 1 2  Nagielski, p. 21.
17. 1 2  Nagielski, p. 21–23.
18. ↑  Nagielski, p. 24.
19. 1 2  Nagielski, p. 26–27.
20. ↑  Parker, Geoffrey (1997). 《The Thirty Years' War》. Routledge. 124쪽. ISBN 0415128838.
21. ↑  Nagielski, p. 36–37.
22. 1 2 3 4  Nagielski, p. 43–44.
23. ↑  Nagielski, p. 46.
24. ↑  Nagielski, p. 10.
25. ↑  Nagielski, p. 14.
26. ↑  Nagielski, p. 15.
27. ↑  Nagielski, p. 29.
28. ↑  Nagielski, p. 38.
29. ↑  Nagielski, p. 39–40.
30. ↑  Nagielski, p. 47–50.
31. 1 2  Czubiński, Antoni; Topolski, Jerzy (1988). 《Historia Polski》. Wydawnictwo Ossolińskich. 181쪽. ISBN 8304019191.
32. ↑  Nagielski, p. 50.
33. ↑  Nagielski, p. 52–53.

## 더 읽어보기
- Nagielski, Mirosław (2006). 《Diariusz kampanii smoleńskiej Władysława IV 1633–1634》. DiG. ISBN 8371814100.
- Kupisz, Dariusz (2001). 《Smoleńsk 1632–1634》. Bellona. ISBN 8311092826.